# Marché de l'automobile
Le marché de l'automobile fait référence à l'offre et à la demande d'automobiles dans le monde.
En 2018 (rapport Perspectives de l'économie mondiale, 2019), l'économie mondiale a connu un ralentissement synchronisé, et en particulier dans le domaine de l'automobile (5,7 % du PIB de la planète et 8 % des échanges de marchandises), est en difficulté depuis 2017 ; Selon le FMI ( Fond monétaire International), l'industrie automobile mondiale peine à relever le défi environnemental (véhicules sobres en énergie, bas-carbone), paye les conséquences du dieselgate et n’a pas anticipé le besoin de  "décarbonation". Ce secteur est en repli, pour la 1re fois depuis la crise de 2008, et les perspectives sont médiocres pour le court terme selon le FMI qui estime que l’automobile est face à un « défi fondamental ». 
Le marché doit suivre ou anticiper :
- L'évolution de la demande des consommateurs (voitures moins polluantes, effets du dieselgate...) :
  - avec divers facteurs d’influence économiques et sociaux, dans un secteur très concurrentiel, capitalistique et concentré, fortement marqué par la publicité ;
  - avec une segmentation du marché par la taille, qui semble peu à peu remplacée par une segmentation par la forme des carrosseries ;
  - avec un cycle de vie des produits de plus en plus court.
  - avec l'apparition d'un marché des véhicules hybrides et/ou électriques, qui malgré les éloges,  peine à décoller. Pour la période 2005-2010, les prévisions étaient de 530 000 véhicules pour 38 modèles, au niveau mondial, soit moins de 3 % du marché. Carlos Ghosn, le président de Renault-Nissan, qui est une marque de voiture réputée n'a pas caché son dédain à l'égard des véhicules hybrides : « Ils font une belle histoire (...) mais ils ne représentent toujours pas une bonne chance d'affaire car leur valeur est plus faible que leur coût. »

## Évolutions

### Histoire récente du marché automobile
Constats (2018) : 
- Le nombre de véhicules produits a chuté de près de 2 % (-1,7 % en 2018) et encore de 1 % au 1er semestre 2019 (niveau le plus faible depuis 2012).
- Le recul est très marqué en Allemagne, en Italie, en Turquie et au Royaume-Uni, et plus encore en Chine où les incitations financières à acheter des voitures ont cessé (- 3 % de ventes ;  une première depuis 20 ans). Il n’y a qu’aux États-Unis que les ventes ont très légèrement augmenté.
- Les 14 premiers constructeurs ont perdu - 28 % en moyenne en Bourse. Le PIB a perdu 0,04 point pour cette raison. Les  exportations de voitures de ces 14 grands constructeurs ont reculé de 3,1% dans l’année (2018). Le FMI prévoit un recul supplémentaire de - 4 % en 2019, aggravé par les tarifs douaniers sino-américains.
- Le secteur diesel est le plus touché.

Explications ? La lutte contre la pollution de l’air est selon le FMI l’une des explications (norme WLTP) en Europe. Les nouveaux modèles de véhicules doivent être mieux testés, conduisant à des goulots d'étranglement dans les agences de tests. 

Solutions ? Globalement (pour toute l'économie) le FMI conclut que « les pays doivent travailler ensemble car le multilatéralisme reste la seule solution pour résoudre des problèmes majeurs, tels que les risques liés au changement climatique, les risques de cybersécurité, l'évasion et la fraude fiscales, ainsi que les opportunités et les défis des technologies financières émergentes »,.
En 2021, le marché européen s'écroule et fait un bond en arrière et se retrouve au même niveau qu'il y a 25 ans, notamment en Italie, où la baisse dépasse les 25 %.

### Années 1990 et 2000-2010
- Une croissance ralentie mais ininterrompue du marché mondial depuis 1998, entre 2007 et 2008, le marché global connaît une baisse de 4,4 % :
  - l'Europe occidentale est un marché arrivé à maturité, mais l'ouverture libérale du marché en Europe amène à un changement de structure dans la distribution ;
  - les États-Unis ont un marché dominé par les « light truck » ;
  - le Japon connaît une timide reprise ;
  - la Chine est le nouvel eldorado, avec dans une moindre mesure l'Europe de l'Est ;
  - autres marchés notables : Turquie, Iran, Brésil, Russie...
  - marchés émergents : Inde...

## Tableau du marché européen
(août 2013).
| Pays                                               | Véhicules neuf 2004 | var. 2003>2004        | Véhicules neuf 2003 | var. 2002>2003 |
| -------------------------------------------------- | ------------------- | --------------------- | ------------------- | -------------- |
| Europe des Vingt-cinq + Islande, Norvège et Suisse | 14 516 879          | +2,1 %                | .                   | .              |
| Union européenne                                   | 14 120 288          | +2,0 %                | .                   | .              |
| Turquie                                            | 3 266 826           | +0,9 %                | .                   | .              |
| France                                             | 2 013 712           | +0,232 %              | .                   | .              |
| Nouveaux pays membres                              | 820 539             | -4,5 %                | .                   | .              |
| Pologne                                            | 318 111             | -10,0 % (prév. < 5 %) | 358 000             | +16,0 %        |
| Hongrie                                            | 211 862             | +1,6 % (prév. +7 %)   | 208 000             | +21,0 %        |
| République tchèque                                 | 132 973             | -11,1 % (prév. < 5 %) | 150 000             | +2,0 %         |
| Roumanie                                           |                     | (prév. +20 %)         | 107 000             | +21,0 %        |
| Slovénie                                           | 12                  | +5,8 %                | .                   | .              |
| Slovaquie                                          | .                   | (prév. < 5 %)         | 58 000              | +3,0 %         |
| Pays baltes : Estonie Lettonie Lituanie            | .                   | (prév. +5 %)          | 34 000              | +3,0 %         |
| Bulgarie                                           | .                   | (prév. +20 %)         | 17 000              | +28,0 %        |

Sources : Association des constructeurs européens d'automobiles (ACEA) - Chambres de commerce
Au cours de l'année 2008, la Russie est devenue le premier marché automobile européen, dépassant l'Allemagne. Après une progression de 40 % au premier semestre, les ventes annuelles devraient se monter à 3,7 millions contre 3,3 millions en Allemagne. Les constructeurs leaders sont Chevrolet, Hyundai et Ford. PwC prévoit que les ventes pourraient atteindre un sommet de 6 millions en 2014, contribuant ainsi à 12 % de la hausse de production attendue entre 2007 et 2015 (pour 31 % à la Chine et 15 % à l'Inde). En novembre 2019, le marché automobile européen a atteint son plus haut chiffre des ventes égalant le record du mois d'octobre 2009.